# Championnat britannique des voitures de tourisme 1958

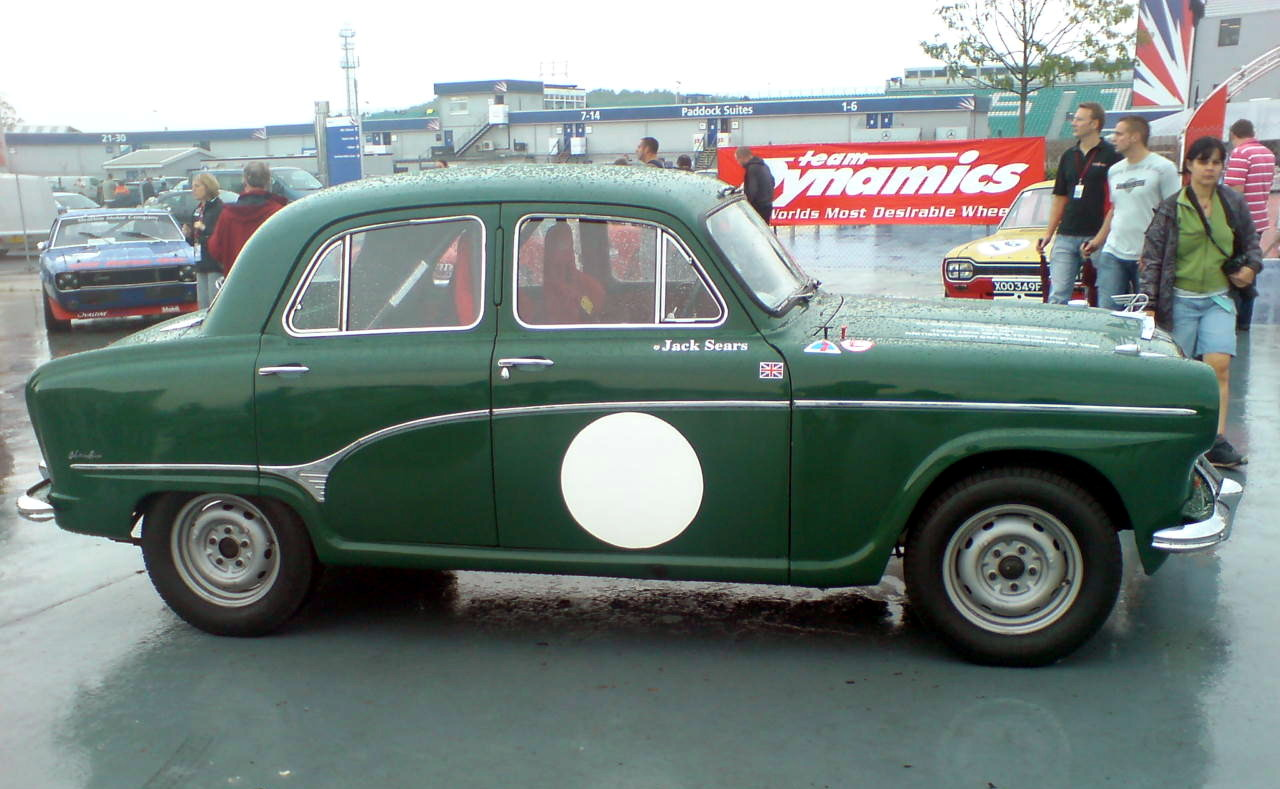
Jack Sears a remporté la toute première saison du BTCC avec son Austin Westminster

Le Championnat britannique des voitures de tourisme 1958 était la 1re saison du championnat britannique des voitures de tourisme. Il a été remporté par Jack Sears.
La première course s'est déroulée à Brands-Hatch le 7 avril 1958 et la dernière course s'est tenue sur le même circuit le 5 octobre 1958.

## Règlement
Le championnat était ouvert à 4 catégories de voitures : les 1 200 cm3 et moins ; les 1 201 cm3-1 600 cm3 ; les 1 601 cm3-2 700 cm3 et les 2 700 cm3 et plus.
Les points étaient distribués à chaque catégorie de façon qu'aucune d'entre elles ne soit pénalisée. Ainsi, les concurrents pouvaient remporter le championnat sans gagner une seule course.

## Calendrier
| Manche | Circuit        | Date      | Pilote vainqueur | Écurie vainqueur    | Voiture vainqueur    |
| ------ | -------------- | --------- | ---------------- | ------------------- | -------------------- |
| 1 A-C  | Brands Hatch   | 7 avril   | Jack Sears       | Jack Sears          | Austin A105          |
| 1 B-D  | Brands Hatch   | 7 avril   | Tommy Sopwith    | Équipe Endeavour    | Jaguar 3.4           |
| 2 A    | Brands Hatch   | 20 avril  | John Sprinzel    | Speedwell Stable    | Austin A35           |
| 2 B    | Brands Hatch   | 20 avril  | Tommy Bridger    | Metcalfe and Munday | Borgward Isabella TS |
| 2 C-D  | Brands Hatch   | 20 avril  | Tommy Sopwith    | Équipe Endeavour    | Jaguar 3.4           |
| 3 A    | Mallory Park   | 11 mai    | John Sprinzel    | Speedwell Stable    | Austin A35           |
| 3 B-D  | Mallory Park   | 11 mai    | Gawaine Baillie  | Équipe Endeavour    | Jaguar 3.4           |
| 4 A    | Brands Hatch   | 18 mai    | John Sprinzel    | Speedwell Stable    | Austin A35           |
| 4 B-D  | Brands Hatch   | 18 mai    | Tommy Sopwith    | Équipe Endeavour    | Jaguar 3.4           |
| 5 A    | Brands Hatch   | 8 juin    | John Sprinzel    | Speedwell Stable    | Austin A35           |
| 5 B-D  | Brands Hatch   | 8 juin    | Tommy Sopwith    | Équipe Endeavour    | Jaguar 3.4           |
| 6      | Crystal Palace | 5 juillet | Tommy Sopwith    | Équipe Endeavour    | Jaguar 3.4           |
| 7      | Brands Hatch   | 4 août    | Tommy Sopwith    | Équipe Endeavour    | Jaguar 3.4           |
| 8      | Brands Hatch   | 30 août   | Tommy Sopwith    | Équipe Endeavour    | Jaguar 3.4           |
| 9      | Brands Hatch   | 5 octobre | Tommy Sopwith    | Équipe Endeavour    | Jaguar 3.4           |

## Classement

### Pilotes
| Championnat pilotes | Championnat pilotes | Championnat pilotes | Championnat pilotes | Championnat pilotes | Championnat pilotes |
| Pos                 | Pilote              | Voiture             | Écurie              | Classe              | Points              |
| ------------------- | ------------------- | ------------------- | ------------------- | ------------------- | ------------------- |
| 1                   | Jack Sears          | Austin Westminster  | Jack Sears          | C                   | 48                  |
| 2                   | Tommy Sopwith       | Jaguar 3.4          | Équipe Endeavour    | D                   | 48                  |
| 3                   | John Sprinzel       | Austin A35          | Team Speedwell      | A                   | 47                  |
| 4                   | Doc Shepherd        | Austin A35          | Team Speedwell      | A                   | 41                  |
| 5                   | Alan Foster         | MG Magnette         | Dick Jacobs         | B                   | 40                  |
| 6                   | Jeff Uren           | Ford Zéphyr         | Jeff Uren           | C                   | 36                  |